# Iredalea
Iredalea is een geslacht van weekdieren uit de klasse van de Gastropoda (slakken). De geslachtsnaam is in 1915 geldig gepubliceerd door Walter Oliver als eerbetoon aan zijn collega Tom Iredale.

## Soorten
- Iredalea adenensis Morassi & Bonfitto, 2013
- Iredalea inclinata (Sowerby III, 1893)
- Iredalea macleayi (Brazier, 1876)
- Iredalea pupoidea (H. Adams, 1872)
- Iredalea subtropicalis W. R. B. Oliver, 1915
- Iredalea theoteles (Melvill & Standen, 1896)